# Robert Frost: A Lover's Quarrel with the World
Robert Frost: A Lover's Quarrel with the World è un documentario del 1963 diretto da Shirley Clarke vincitore del premio Oscar al miglior documentario.